# 露齒鯊屬
露齒鯊屬（英語：Glyphis）為真鯊科下的一屬，現存包含有 3 種，不過由於牠們複雜的棲息地與習性，可能有更多尚未被發現的種。分布地理位置尚未明確，但目前已知有分布於南亞、東南亞、新幾內亞與澳洲。3 種現存的露齒鯊屬中，恆河露齒鯊完全生活於淡水水域，而北河露齒鯊與露齒鯊則同時生活於淡水與沿岸海水水域。

## 物種
- 恆河露齒鯊 Glyphis gangeticusJ. P. Müller & Henle, 1839
- 北河露齒鯊（英语：northern river shark） Glyphis garrickiL. J. V. Compagno, W. T. White & Last, 2008
- 露齒鯊（英语：speartooth shark） Glyphis glyphisJ. P. Müller & Henle, 1839
- †Glyphis hastalis（英语：Glyphis hastalis）　Agassiz, 1843
- †Glyphis pagoda（英语：Glyphis pagoda）　Noetling, 1901

## 圖像

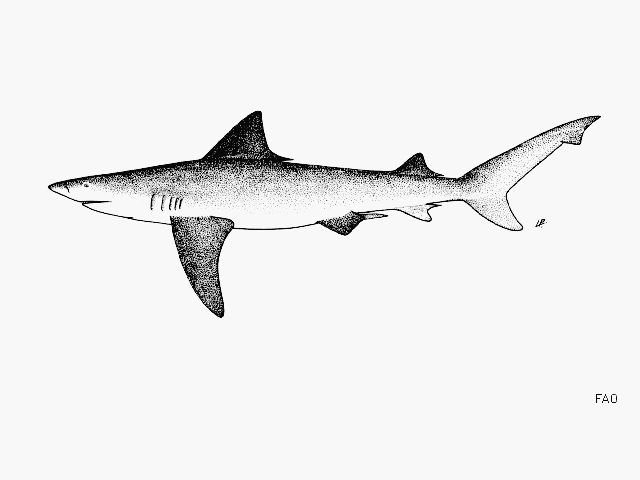
恆河露齒鯊（G. gangeticus）
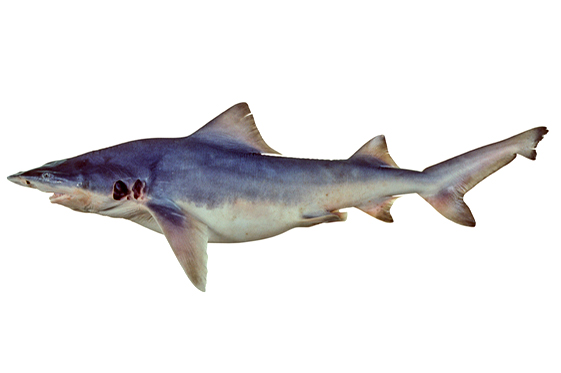
北河露齒鯊（G. garricki）
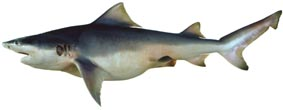
露齒鯊（G. glyphis）